# 宮井洞
宮井洞（：／ Gungjeong dong */?），是韓國首爾特別市的一個法定洞。由行政洞清雲孝子洞管轄。北接清雲洞、東為世宗路、南邊是孝子洞、西邊則為新橋洞。

## 名稱
「宮井」之名取自毓祥「宮」洞與溫「井」洞。

## 設施
公共機關有清雲孝子洞住民中心、教廷大使館。遺跡有宮井洞七宮、文化財有毓祥宮（史跡149）。休憩地有無窮花東山（무궁화동산／無窮花東山），於1993年7月開園，占地面積3200坪。

## 其他
1979年10月26日，韓國總統朴正熙和警護室長车智澈於宮井洞安全屋遭到中央情報部長金載圭槍殺身亡。
宮井洞公館前身為總統府秘書室長官邸，其後改為外長官邸，取代改為總統官邸的原龙山公館。